# دانييلي سكاربا
دانييلي سكاربا (بالإيطالية: Daniele Scarpa)‏ هو راكب الكنو إيطالي، ولد في 3 يناير 1964 في البندقية في إيطاليا.

## وصلات خارجية
- دانييلي سكاربا على موقع اللجنة الأولمبية الدولية (الإنجليزية)
- دانييلي سكاربا على موقع أوليمبيديا (الإنجليزية)
- دانييلي سكاربا على موقع اللجنة الأولمبية الإيطالية (الإيطالية)